# Dekanat Grajewo
Dekanat Grajewo – jeden z 24 dekanatów rzymskokatolickich w diecezji łomżyńskiej należącej do metropolii białostockiej..

## Parafie
W skład dekanatu wchodzi 6 parafii:
- parafia pw. św. Stanisława Biskupa i Męczennika w Białaszewie

Sojczyn Borowy – kaplica
- parafia pw. MB Nieustającej Pomocy w Grajewie

kościół parafialny pw. MB Nieustającej Pomocy
- parafia pw. św. Ojca Pio w Grajewie

kościół parafialny pw. św. Ojca Pio
Grajewo – kaplica  pw. NMP Częstochowskiej
Biebrza – kaplica
- parafia pw. Trójcy Przenajświętszej w Grajewie

kościół parafialny pw. Trójcy Przenajświętszej
- parafia pw. św. Jana Pawła II Papieża w Grajewie

kościół parafialny pw. św. Jana Pawła II Papieża
- parafia pw. Wniebowstąpienia Pańskiego w Osowcu

kościół parafialny pw. Wniebowstąpienia Pańskiego
Kapice  – kościół filialny pw. Podwyższenia Krzyża Świętego
Przechody  – kościół filialny pw. św. Ap. Piotra i Pawła.

## Władze dekanatu
- Dziekan: ks. kan. Dariusz Łapiński,
- Wicedziekan: ks. Krzysztof Dąbrowski,
- Ojciec duchowny: ks. Dariusz Gosk,
- Duszpasterz rodzin: ks. Henryk Dąbrowski,
- Duszpasterz rolników: ks. Dariusz Łapiński,
- Koordynator Szkoły Animatora: ks. Zbigniew Borawski
- Rezydenci;

ks. kan. Marian Soliński

## Sąsiednie dekanaty
Biała Piska (diec. ełcka), Ełk – MB Fatimskiej (diec. ełcka), Knyszyn (archidiec. białostocka), Mońki (archidiec. białostocka), Rajgród (diec. ełcka), Szczuczyn